# 朗格奥格
朗格奥格（德語：Langeoog，發音：[ˈlaŋəˌʔoːk] ⓘ）是德国下萨克森州维特蒙德县的市镇，下辖同名海岛，面积19.73平方千米，2023年12月31日人口为1,756人。